# 沙尔尼 (约讷省)
沙尔尼（法語：Charny）是法国勃艮第-弗朗什-孔泰大区约讷省的一个旧市镇，位于该省西部，属于欧塞尔区。该市镇2009年时的人口为1,474人。
沙尔尼已于2016年1月1日和相邻的另外13个市镇合并成为了"沙尔尼-奥雷德皮赛"（Charny Orée de Puisaye），沙尔尼为政府驻地。

## 人口
沙尔尼人口变化图示
| 数据来源：INSEE |